# Frauenbergkapelle (Bad Waldsee)

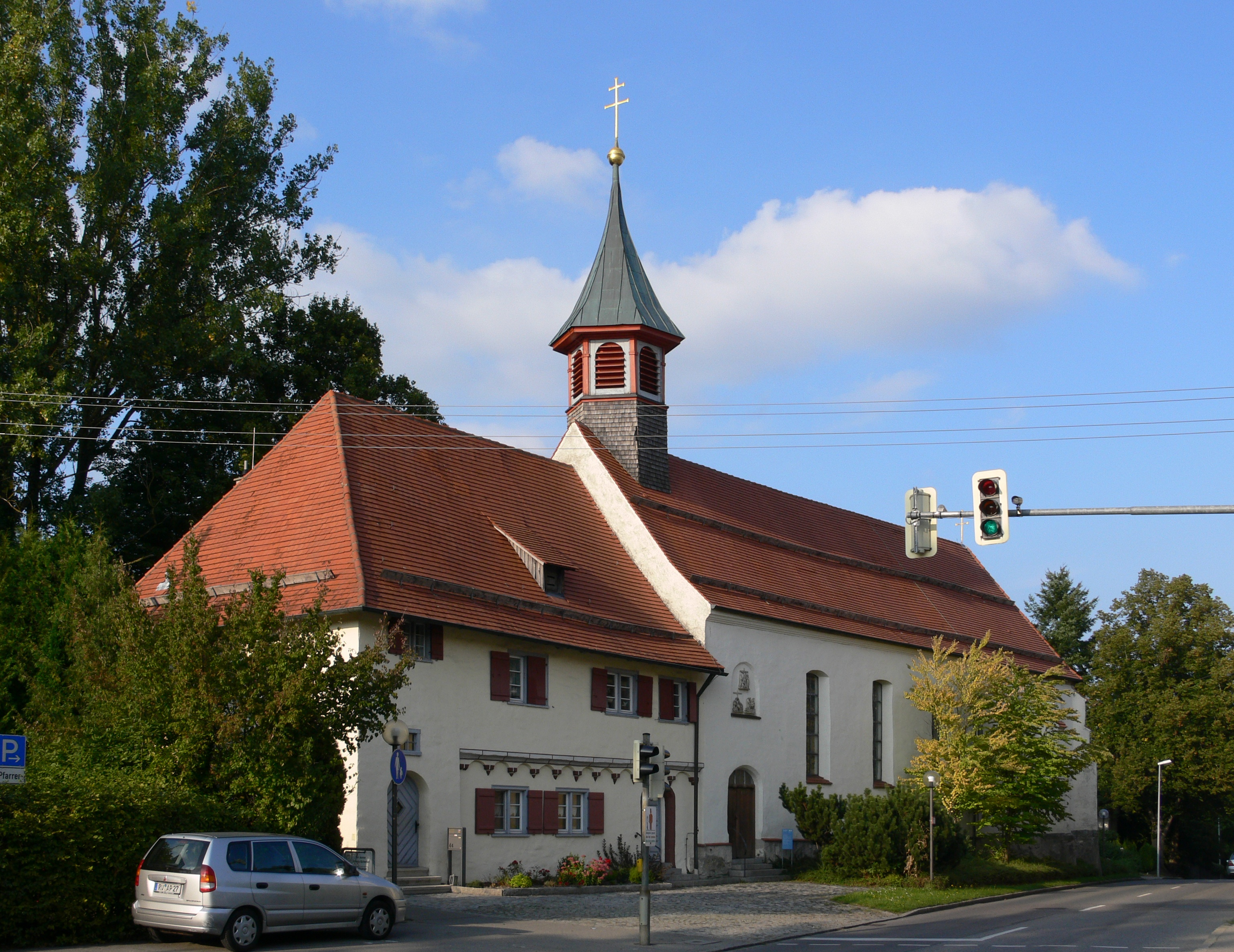
Frauenbergkapelle (2008)

Die Frauenbergkapelle ist eine Kapelle in Bad Waldsee im Landkreis Ravensburg in Oberschwaben.

## Beschreibung
Die Frauenbergkapelle befindet sich in der Frauenbergstraße, die in die L 275, später in die B 30 nach Gaisbeuren und Ravensburg mündet. Sie wurde 1471 errichtet und gestiftet vom Adelshaus Waldburg-Wolfegg-Waldsee als Kirche Unserer Lieben Frau auf dem Berg(e). Kurz nach dem Baubeginn verlangten die Augustiner-Chorherrn des ansässigen Klosters die Einstellung des Baus, was dann auch geschah. Jedoch beschlossen die Bürger der Stadt die Vollendung des Baus aus ihren Mitteln. Die geostete biberschwanzgedeckte Kapelle hat an der Westseite ein angebautes Messnerhaus und einen Dachreiter, in dem sich eine Glocke aus dem Jahre 1471 befindet.
Aufgrund der Bedenken der Augustiner-Chorherrn wurde die ursprüngliche Kapelle nicht mit einem Taufbecken ausgestattet. Die Spendung der übrigen Sakramente konnte nur mit Zustimmung der Augustiner erfolgen. Auch die Pfründen fielen nach Fertigstellung dem Chorherren-Kloster zu und schließlich wurde sie eine Filialkapelle des Klosters. Gegenüber der Kapelle befindet sich das 1617 errichtete Kaplaneihaus. Es wurde im Jahre 1979 erneuert.
Am 19. Juli 1788 wurde von Kaiser Joseph II. die Auflösung des Stiftes angeordnet. Im Jahre 1790 verfügte der Kaiser eine Schließung der Kapelle.

## Ausstattung

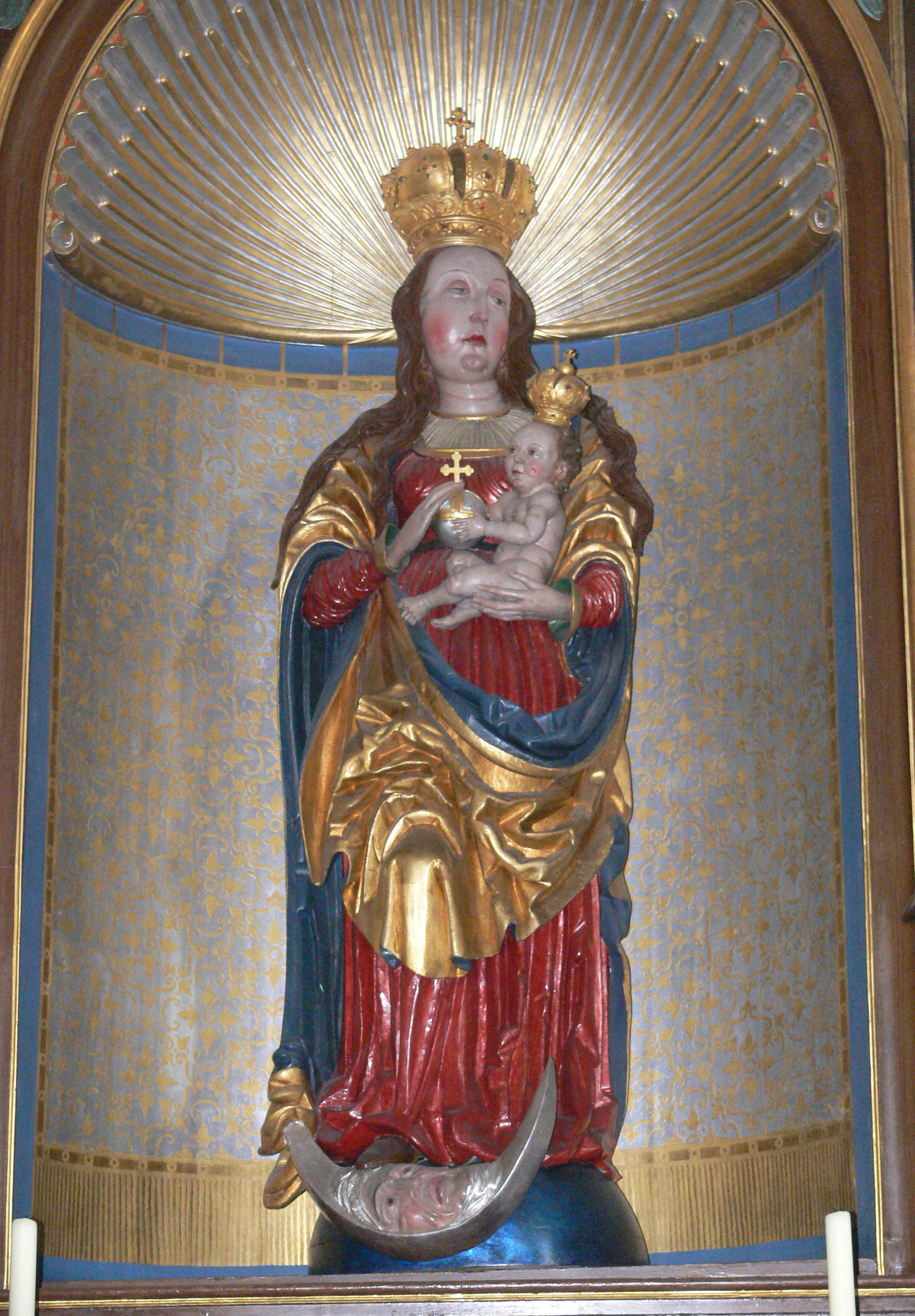
Zürn-Madonna (Kopie)

Der in den Baurechnungen mit Kosten von 275 Gulden ausgewiesene Hochaltar aus dem Jahre 1624 stammt vom Waldseer Hans Zürn dem Älteren und seinen Söhnen Martin und Michael. Die Hauptfigur ist eine Mondsichelmadonna, stehend auf einer Weltkugel und Mondsichel mit Jesuskind, das eine Weltkugel in seinen Händen hält. Die beigeordneten Bischofsfiguren sind Konrad, der damalige Bistumsheilige, und Nikolaus. Im Aufsatz steht ein heiliger Sebastian, der an eine früher existierende Sebastiansbruderschaft erinnert. Weitere Figuren des Hochaltars sind der Apostel Jakobus der Ältere und der Erzengel Michael. Jakobus, weil der Jakobsweg – heute als Oberschwäbischer Jakobsweg ausgeschildert – durch Waldsee führt und in der Vergangenheit eine Jakobusbruderschaft existierte.
Bereits im 15. Jahrhundert fanden hier Prozessionen zur Ehre der Muttergottes statt. Während des Dreißigjährigen Krieges wuchs das Ansehen der Madonnenfigur, nachdem einige Wunder zum Schutz der Kapelle und des Ortes erzählt worden waren.
Im linken Seitenaltar befindet sich eine Darstellung des heiligen Nikolaus. Die Doppelung ergibt sich daraus, dass dies der Altar aus der Kapelle des Franziskanerklosters war. Darunter sieht man die heilige Anna, umgeben von Sibyllen.
Die Figur des rechten Seitenaltars war eine heilige Katharina, die in eine Gute Beth, die seliggesprochene Bürgerin der Stadt Bad Waldsee Elisabeth Achler (1386–1420), umgearbeitet wurde.
Die Fresken stammen von dem Unterschwarzacher Maler Eustachius Gabriel. Im Schiff findet sich eine Aufnahme Mariens in den Himmel und als Nebenfresken vier Marienfeste für jede der vier Jahreszeiten. Der Volksaltar, Ambo und Stühle stammen von der Ludwigsburger Bildhauerin Michaela Fischer.
Die Orgel stammt von dem vorderösterreichischen Orgelbaumeister Hieronymus Spiegel, der seine letzten Lebensjahre in Waldsee verbrachte.